# Chữ Proto-Sinai
Chữ Sinai cổ hay Bảng chữ cái Sinai cổ hay Chữ Canaan cổ (do được tìm thấy ở Canaan) , là thuật ngữ chỉ các chữ viết Thời đồ đồng Trung cổ Ai Cập, được chứng thực trong một kho văn bản nhỏ được tìm thấy tại Serabit el-Khadim ở bán đảo Sinai, Ai Cập và là tổ tiên chung được phục dựng lại của tiếng Do Thái cổ , Chữ Phoenicia và Chữ Nam Ả Rập. Và, bằng cách mở rộng ra thì là thủy tổ của hầu hết các bảng chữ cái trong lịch sử và hiện đại.
Các dạng chữ "Tiền Sinai" sớm nhất hầu hết có niên đại từ sớm nhất là giữa thế kỷ 19 TCN, và muộn nhất là giữa thế kỷ 16 TCN. Tuy nhiên, việc phát hiện ra các dòng chữ Wadi El-Hol gần sông Nile cho thấy kiểu chữ bắt nguồn từ Ai Cập. Sự phát triển của "Sinai cổ" và các kiểu chữ "Canaan cổ" khác nhau trong Thời đại đồ đồng được dựa trên bằng chứng sử học khá sơ sài. Chỉ khi Thời đại đồ đồng kết thúc và sự trỗi dậy của các vương quốc Sem mới ở Levant thì "Canaan" mới được chứng thực rõ ràng, như bản khắc Byblos thế kỷ thứ 10 - 8 trước Công nguyên, và dòng chữ Khirbet Qeiyaha vào cỡ Thế kỷ thứ 10 trước Công nguyên)..